# Юганец
Ю́ганец — рабочий посёлок (посёлок городского типа) в Володарском районе Нижегородской области России.
Входит в Володарский район, в составе которого представляет собой административно-территориальное образование (рабочий посёлок). Образует городское поселение рабочий посёлок Юганец.

## География
Расположен в 47 км к западу от Нижнего Новгорода, в 4 км к северо-востоку от районного центра — города Володарска. Начал строиться в 1932 году, носит статус посёлка городского типа с 1946 года.

## История
В дореволюционный период на территории посёлка располагался лесисто-болотистый массив, принадлежащий влиятельному нижегородскому купцу-заводчику Бугрову — владельцу сеймовских мельниц.
В 1932 году началось строительство, которое было связано с активным развитием Мулинского полигона. К концу года в посёлке уже имелись ясли и детсад, в 1937 г. открыта начальная школа и клуб. В 1939 году построен первый 4-этажный дом. Название населённого пункта произошло от речки Югонец, протекающей западнее в нескольких километрах.
В период 1941—1945 гг. развитие приостановилось, более 60 жителей погибли на фронтах войны. В память о погибших в посёлке воздвигнут памятник Скорбящей матери.
В 1946 году население в посёлке возросло до 2700 человек.
28 марта 1946 года указом Президиума Верховного Совета РСФСР населённый пункт Юганец был отнесён к категории рабочих посёлков, а 11 мая в нём был организован Юганецкий поселковый Совет. В поздний советский период продолжалось строительство жилья и объектов соцкультбыта, к началу 1980-х в посёлке имелась библиотека, служба быта, профилакторий, амбулатория, гостиница, филиал музыкальной школы.

## Население
| 1959  | 1970  | 1979  | 1989  | 1999  | 2002  | 2008  | 2009  | 2010  |
| ----- | ----- | ----- | ----- | ----- | ----- | ----- | ----- | ----- |
| 4008  | ↗4347 | ↗4447 | ↘3494 | ↘3300 | ↘3042 | ↘2816 | ↘2778 | ↗2923 |
| 2011  | 2012  | 2013  | 2014  | 2015  | 2016  | 2017  | 2018  | 2019  |
| ↘2916 | ↘2889 | ↘2831 | ↘2805 | ↘2751 | ↘2721 | ↗2735 | ↗2742 | ↘2709 |
| 2020  | 2021  |       |       |       |       |       |       |       |
| ↘2705 | ↘2655 |       |       |       |       |       |       |       |

## Инфраструктура
Основное предприятие — АО «53 Арсенал» Министерства обороны России. Также в посёлке работают лакокрасочный завод, текстильная фабрика.
В посёлке имеется общеобразовательная школа, два детских сада, поликлиника.
В 2006 году по инициативе командиров воинской части был построен деревянный храм, облицованный кирпичом. В 2013 году епископ Выксунский и Павловский Варнава совершил Великое освящение храма во имя Святых первоверховных апостолов Петра и Павла.